# Xã Dinsmore, Quận Shelby, Ohio
Xã Dinsmore (tiếng Anh: Dinsmore Township) là một xã thuộc quận Shelby, tiểu bang Ohio, Hoa Kỳ. Năm 2010, dân số của xã này là 3.477 người.